# Lutjanus campechanus

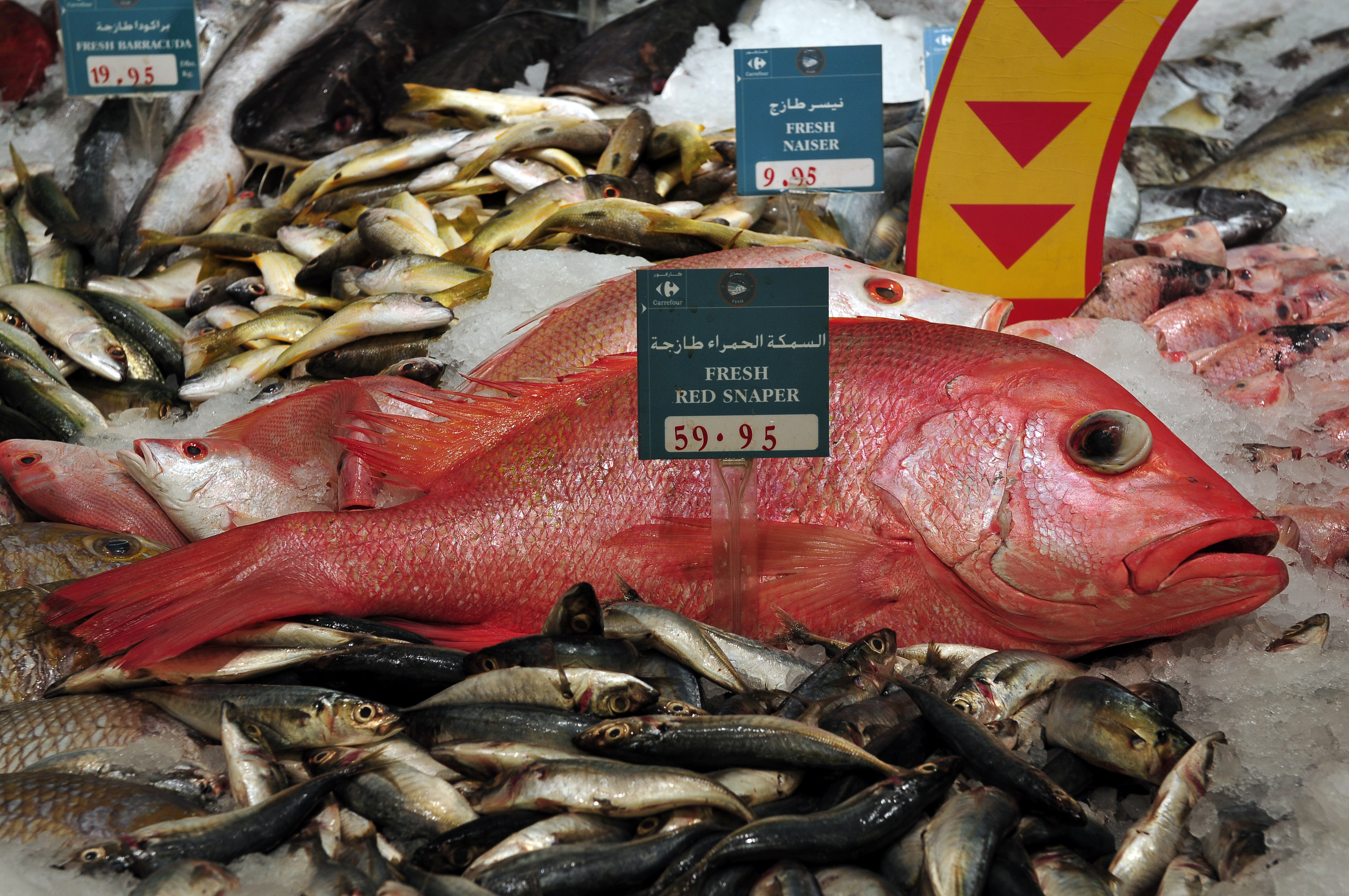
Un exemplar en una peixateria d'Abu Dhabi

Lutjanus campechanus és una espècie de peix de la família dels lutjànids i de l'ordre dels perciformes que es troba al Golf de Mèxic i a la costa oriental dels Estats Units (des de Florida fins a Massachusetts).
Els mascles poden assolir 100 cm de longitud total.
Menja principalment peixos, gambes, crancs, cucs, cefalòpodes, gastròpodes i tunicats.
És un peix marí de clima subtropical i associat als esculls de corall que viu entre 10-190 m de fondària.
Com altres espècies de lutjànids és apreciat gastronòmicament, especialment a la costa atlàntica d'Amèrica.